# The High Holiday
The High Holiday is de tiende aflevering van het vijftiende seizoen van de televisieserie ER, die voor het eerst werd uitgezonden op 11 december 2008.

## Verhaal
Dr. Morris krijgt een onverwachts cadeau, het betreft een container vol met spullen van zijn overleden vader. Als Markovic onverwachts terugkomt voor een baan vraagt dr. Morris aan hem of hij de spullen uit de container wil verkopen aan de patiënten. Op het einde blijft een antieke motorfiets over die Markovic niet weg wilde doen maar op wil knappen. 
Taggart maakt zich zorgen over Alex, hij mag eindelijk van de beademing af. Ondertussen merkt zij dat zij dr. Gates niet meer kan vertrouwen en vertelt hem dat zij en Alex weggaan bij hem. 
Op de SEH wordt een illegale zwangere vrouw binnengebracht. Zij krijgt waarschijnlijk een risicovolle bevalling, en als dit nog niet genoeg is wordt zij binnenkort door de immigratiedienst het land uitgezet. Het personeel breekt hun hoofd over hoe haar te helpen tegen de uitzetting. 
Het personeel van de SEH krijgen van een patiënte eigengemaakte brownies, later blijkt deze cannabis te bevatten waaraan een aantal onder invloed raken. 

## Rolverdeling

### Hoofdrollen
- Parminder Nagra - Dr. Neela Rasgrota
- John Stamos - Dr. Tony Gates
- Scott Grimes - Dr. Archie Morris
- David Lyons - Dr. Simon Brenner
- Angela Bassett - Dr. Cate Banfield
- Courtney B. Vance - Russell Banfield
- Leland Orser - Dr. Lucien Dubenko
- Amy Aquino - Dr. Janet Coburn
- Victor Rasuk - Dr. Ryan Sanchez
- Shiri Appleby - Dr. Daria Wade
- Emily Rose - Dr. Tracy Martin
- Linda Cardellini - verpleegster Samantha Taggart
- Dominic Janes - Alex Taggart
- Nasim Pedrad - verpleegster Suri
- Michelle Bonilla - ambulancemedewerker Christine Harms
- Louie Liberti - ambulancemedewerker Bardelli
- Abraham Benrubi - Jerry Markovic
- Troy Evans - Frank Martin

### Gastrollen (selectie)
- Dorian Christian Baucum - Max Gonzalez
- Gloria Garayua - Gloria Ortiz
- Carlos Moreno Jr. - Mr. Ortiz
- Charlotte Rae - Roxanne Gaines
- Robin Weigert - Nicole
- Helen Eigenberg - Renee Weber Stewart
- Perry Anzilotti - Perry
- Gina Calica - Gina
- Mónica Guzmán - Marisol